# Seznam ameriških modnih oblikovalcev
Seznam ameriških modnih oblikovalcev.

## B
Geoffrey Beene - Bill Blass - 

## E
Diana Eng -

## F
Tom Ford - Diane von Furstenberg - 

## H
Edith Head - Tommy Hilfiger - 

## J
Betsey Johnson - 

## K
Donna Karan - Omar Kiam - Calvin Klein - Michael Kors - Carson Kressley - 

## L
Eleanor Lambert - Ralph Lauren - Judith Leiber - Irene Lentz - Shoshanna Lonstein - 

## M
Catherine Malandrino - Jay McCarrol - 

## O
Mary-Kate in Ashley Olsen - 

## R
Oscar de la Renta - Richie Rich (oblikovalec) - 

## S
Kara Saun - Willi Smith - Kate Spade - Douglas Stuart - Tara Subkoff -

## W
Vera Wang - 